# 池珍熙
池珍熙（韓語：지진희，1971年6月24日—），韓國男演員。

## 經歷
在1999年出道前，他曾經當過攝影助理。
1999年，拍攝歌手趙成斌《像三流電影般的》MV作為踏入演藝圈的起點，期間成為韓國明星棒球隊23號球員。
2003年，在MBC古裝劇《大長今》中飾演男主角閔政浩，大受女性觀眾歡迎，被取了一個綽號叫做「閔大人」，為全亞洲觀眾所認識，該劇創下超過57.8％的平均收視率，被譽為「國民電視劇」，更是憑藉該劇成為了韓國演藝界最熱門的演員。
2006年，應香港知名導演陳可辛邀請，出演香港歌舞電影《如果·愛》，并得到巨星張學友親自指導演唱技巧以及中文發音。
2010年，再度跟李丙勳導演PD合作，演出《同伊》裡的朝鮮肅宗。
2018年，與金南珠共同合作，演出《Misty》（謎霧）。

## 演出作品

### 電視劇
- 2000年：KBS2《女秘書》（Female Secretary 、여비서）
- 2000年：SBS《朱麗葉的男朋友》飾 崔承佑
- 2001年：MBC《醫家四姊妹》飾 韓泰錫
- 2002年：MBC《驟雨的午後》（日韓合作，日本富士電視台）
- 2003年：MBC《情書》飾 鄭有政
- 2003年：MBC《大長今》飾 閔政浩
- 2004年：SBS《百萬新娘》飾 朴武烈
- 2004年：《第100個新娘》飾 韓威（中韓合作，同劇演員：賈靜雯、林韋君、聶遠、牛莉）
- 2005年：SBS《春日》飾 高恩浩
- 2008年：MBC《聚光燈》飾 吳泰錫
- 2008年：SBS《明星的戀人》飾 珍熙（客串）
- 2009年：KBS2《不能結婚的男人》飾 趙在熙
- 2009年：SBS《螢幕電影之-樂園》（日韓合作電視電影）
- 2010年：MBC《同伊》飾 肅宗
- 2012年：SBS《拜託了，機長》飾 金允盛
- 2012年：KBS2《順藤而上的你》飾 牧師（特別演出）
- 2012年：SBS《大風水》飾 李成桂
- 2013年：tvN《戀愛操作團：大鼻子情聖》飾 白正南（第1集客串）
- 2013年：SBS《溫暖的一句話》飾 柳才學
- 2015年：KBS2《Blood》飾 李宰旭
- 2015年：SBS《深夜食堂》飾 英植
- 2015年：SBS《我有愛人了》飾 崔鎮言
- 2015年：SBS《雪蓮花》飾 李修賢
- 2016年：SBS《倒數第二次戀愛》飾 高尚植
- 2018年：JTBC《Misty》飾 姜太昱
- 2019年：tvN《60天，指定幸存者》飾 朴武振
- 2021年：JTBC《Undercover》飾 韓正賢／李晢揆
- 2021年：Netflix《Move to Heaven：我是遺物整理師》飾 韓靜佑
- 2021年：tvN《The Road：1的悲劇》飾 白洙賢
- 2023年：Netflix《D.P：逃兵追緝令2》 飾 具子雲（特別出演）
- 2024年：JTBC《浪漫這一家》飾演 邊武真[1]
- 2025年：KBS2《喀喀喀喀》飾演 池珍熙
- 2025年：Disney+《血謎拼圖》飾演 尹東訓

#### 短劇
- 2000年：MBC《菖蒲花開時》
- 2000年：MBC《美男子》
- 2001年：MBC《愛的守護神》
- 2003年：MBC《作文教室》
- 2004年：MBC《哥哥回來了》

### 電影
- 2002年：《分屍》飾演 高泰賢
- 2003年：《六個視線》
- 2005年：《如果·愛》飾演 Monty
- 2006年：《春田花花同學會》飾 壽包師傅
- 2006年：《女教授的隱密魅力》
- 2007年：《舊庭院》飾 吳賢宇
- 2007年：《壽》（台譯：殺手泰壽）飾 泰壽
- 2007年：《耀眼的日子》客串
- 2009年：《樂園：Paradise》
- 2010年：《離家的男人》飾 Sung-hee
- 2010年：《平行理論》飾 Kim Seok-hyeon
- 2012年：《愛情小說》客串
- 2014年：《我在路上最愛你》飾 鄭周煥
- 2014年：《壞姐姐之拆婚聯盟》飾 ALEX
- 2015年：《赤道》飾 崔民浩
- 2015年：《對不起 我愛你 謝謝你》飾 姜名煥
- 2024年：《黑带出勤中》饰 总统（特别出演）

### MV
- 1999年：趙成斌《像三流電影般的》
- 2000年：金範洙《一天》（與宋慧喬、宋承憲）
- 2000年：李勝勳《最後的信》
- 2001年：曹誠模《Never》（與李丞涓）
- 2007年：李鉉宇《像謊言一樣像奇蹟一樣》（《壽》OST，與姜成妍）

### 綜藝節目
- 2018年6月1日－2018年8月31日：KBS《那裡是哪裡》（與車太鉉、曹世鎬、裴正南共同主持）
- 2021-2022年：tvN《골벤져스》（高爾夫球節目）

## 書籍作品
- 2009年：《在義大利雲中漫步》
- 2011年：《寶麗來日》

## 獎項
- 2004年：SBS演技大賞－優秀男演技賞、最佳電視情侣獎《百萬新娘》
- 2009年：KBS演技大賞－迷你劇優秀男演員獎《不能结婚的男人》
- 2010年：MBC演技大賞－最優秀男演員獎《同伊》
- 2010年：香港有線電視最佳劇集頒獎禮－最佳男主角獎《同伊》
- 2015年：SBS演技大賞－十大明星獎、Best Couple賞（與金賢珠）《我有愛人了》

## 外部連結
- 池珍熙的Instagram帳戶
- 池珍熙在NAVER上的资料
- 池珍熙在互联网电影资料库（IMDb）上的資料（英文）
- 池珍熙在韩国电影数据库（KMDb）上的資料（韓語）